# Конингсвельд, Ян ван
Ян ван Конингсвельд (род. в 1969 году, Эмден, Германия) — немецкий быстросчётчик, автор и организатор конкурсов. Он является четырёхкратным чемпионом мира, двукратным Олимпийским чемпионом, многократным мировым рекордсменом по устному счёту. Занесён в «книгу рекордов Гиннесса 2000» за воспроизведение по памяти числа Пи. В 2002 году он установил мировой рекорд в дисциплине «The Ultimate Test of Pi». Он выступал в различных телевизионных шоу, в том числе «Супермозг» и «Немецкие мастера» в Германии.

## Биография
Только в возрасте 33 лет он начал серьезно тренировать в устном счёте.
В первом чемпионате мира по вычислениям в уме в Аннаберг-Буххольц (Германия) 30 октября 2004 года он завоевал титул чемпиона мира в извлечении квадратного корня (квадратный корень из 6-значного числа, 10 заданий за 15 минут), а также титул вице-чемпиона мира (общий зачёт).
Этот успех он подтвердил на втором чемпионате мира 4 ноября 2006 года в Гисене (Германия), когда он снова стал вице-чемпионом мира (общий зачёт) и вице-чемпионом мира (умножение).
На третьем чемпионате мира по вычислениям в уме в Лейпциге (Германия) 1 июля 2008 года он вновь получил титул чемпиона мира. Ван Конингсвельд был чемпионом мира в категории извлечения квадратного корня, а также в календарных расчётах. Также в этом чемпионате он получил звание вице-чемпиона мира в общем зачёте.
На чемпионате мира в Магдебурге (Германия) 6—7 июня 2010 года он занял третье место в категории календарных расчётов, а также пятое место в общем зачёте.
На чемпионате мира, прошедшем с 30 сентября по 01 октября 2012 года в Гисене (Германия) ван Конингсвельд стал чемпионом мира в четвёртый раз, победив в категории извлечения кубического корня. Также он завоевал третье место в общем зачёте.
Ван Конингсвельд является самым успешным участником в общем зачёте первых пяти чемпионатов мира. Он был единственным, кто всегда был в ТОП-5 победителей, четырежды входил в ТОП-3 рейтинга. По состоянию на август 2016 года, он участник чемпионатов мира тоже с наибольшим количеством медалей. Он завоевал четыре золотые, пять серебряных и пять бронзовых медалей.
В ноябре 2008 года в Стамбуле состоялись игры MEMORIAD — олимпиада по умственным расчётам и памяти. Ян ван Конингсвельд завоевал золотые медали в дисциплинах умножения и календарных расчётов. Также он установил мировой рекорд в календарных расчётах, решив 56 задач по определению дня недели в течение одной минуты за период с 1600 до 2100 годы. Этот мировой рекорд он смог улучшить в последующее время несколько раз, по состоянию на 24 октября 2015 года с 96 правильно определёнными днями недели в течение одной минуты. Ван Конингсвельд стал в этой категории первым человеком с временем менее секунды на каждую дату.
В 2003 году он побил мировой рекорд в умножение двух восьмизначных чисел (50,9 секунды) и улучшил его спустя год со временем 38,1 секунды, после того как его рекорд был улучшен несколькими неделями раньше.
В 2005 году он установил ещё один мировой рекорд, на этот раз предстояло решить десять задач по умножению двух пятизначных чисел подряд и без перерыва. Ван Конингсвельд справился с этими задачами с результатом в 3 минуты 6 секунд.
Его ученица Силке Беттон, также уроженка Эмден, так же участвовала в трёх чемпионатах мира. В 2004 году она, единственная женщина-участник, заняла 3 место в категории календарных расчётов.
Ян ван Конингсвельд является членом-учредителем и членом правления «Общества расчётов и головоломок Германии». С 2013 года организует и проводит вместе с Кэролайн Меркель из Нюрнберга юниорский чемпионат мира по вычислениям в уме.
В Международный день числа Пи, 14 марта 2015 года Ян ван Конингсвельд организовал и возглавлял первое соревнование, в котором участники должны были воспроизвести как можно больше десятичных знаков числа Пи. Герольд Бусбоом стал победителем с результатом 1202 цифры. Конкурс проводится с 2015 года ежегодно. В 2016 году Клаус Шуберт установил новый рекорд — 10904 знака после запятой.
В 2001 году Ян ван Конингсвельд организовал рейтинг «Pi World Ranking List», в котором зарегистрированы люди, запомнившие наибольшее количество цифр после запятой в числе ПИ. К 2016 году были зарегистрированы уже более 1000 участников из почти 50 стран со всех континентов.

## Публикации
- Роберт Фонтейн, Ян ван Конингсвельд: The Mental Calculator’s Handbook 2013, ISBN 978-1-300-84665-9.
- Ян ван Конингсвельд: In 7 Tagen zum menschlichen Kalender 2013, ISBN 978-1484113660.
- Ян ван Конингсвельд: Become a Human Calendar in just 7 Days 2014, ISBN 978-1484146262.